# Bad Münster am Stein-Ebernburg
Bad Münster am Stein-Ebernburg es una ciudad situada en la región de Renania-Palatinado (Alemania)
Se encuentra 6 km al sur de Bad Kreuznach y 50 km al Suroeste de Maguncia.

## Historia
La actual ciudad se creó a mediados de los 60, a partir de la reforma de la región de Renania-Palatinado, realizada el 7 de junio de 1969. En esta reforma se decidió unir las poblaciones de Bad Münster am Stein (2261 habitantes) y de Ebernburg (1671 habitantes).

## Lugares de interés
Las Rotenfels son unas formaciones rocosas que tienen unos manantiales de aguas salinas que emanan de su interior. Estos manantiales son muy importantes para la población ya que les sirven de explotación salina y porque contienen muchos minerales diluidos como el yodo, bromo, iones de estroncio y el gas noble radón.

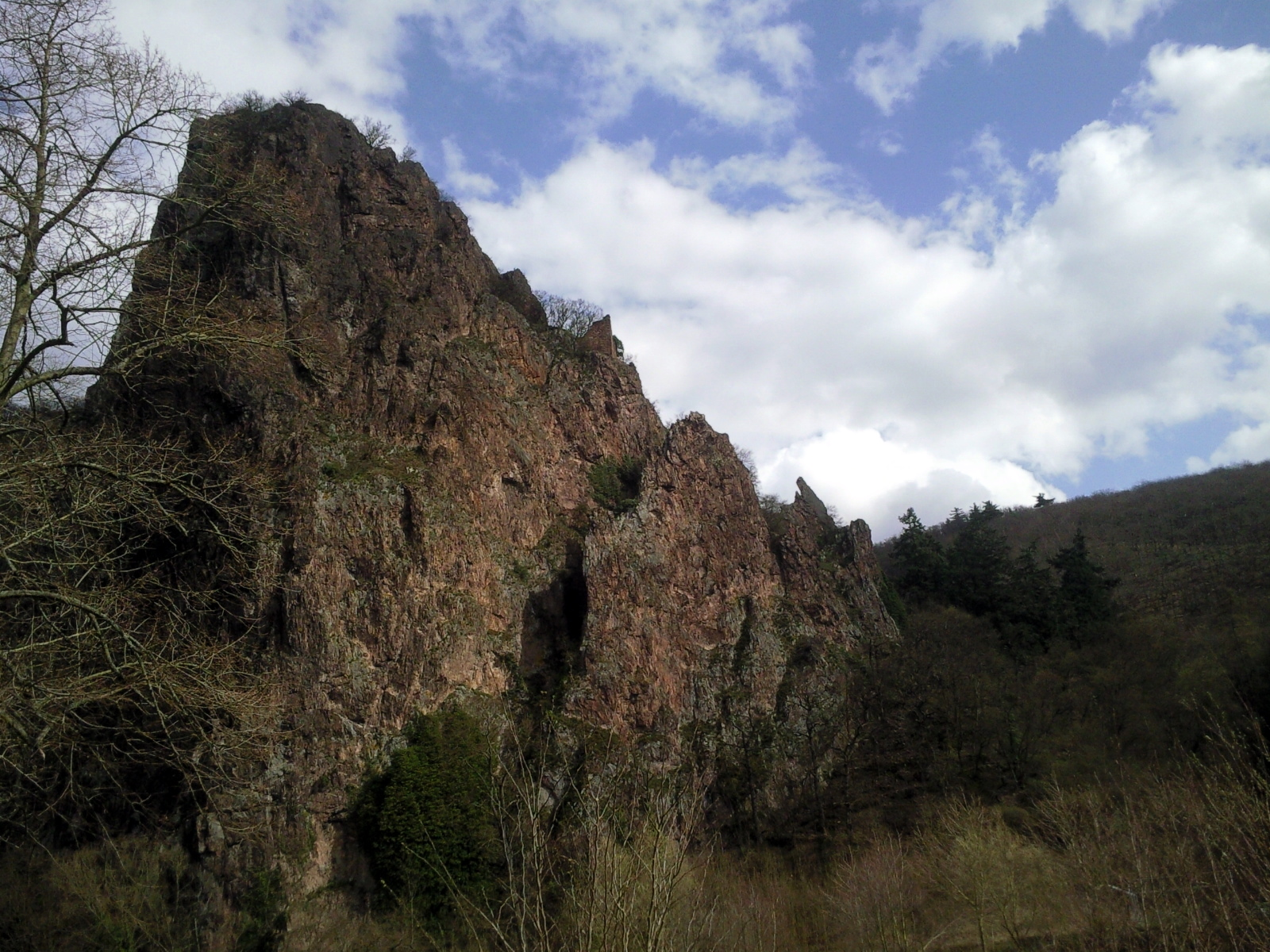
Rotenfels
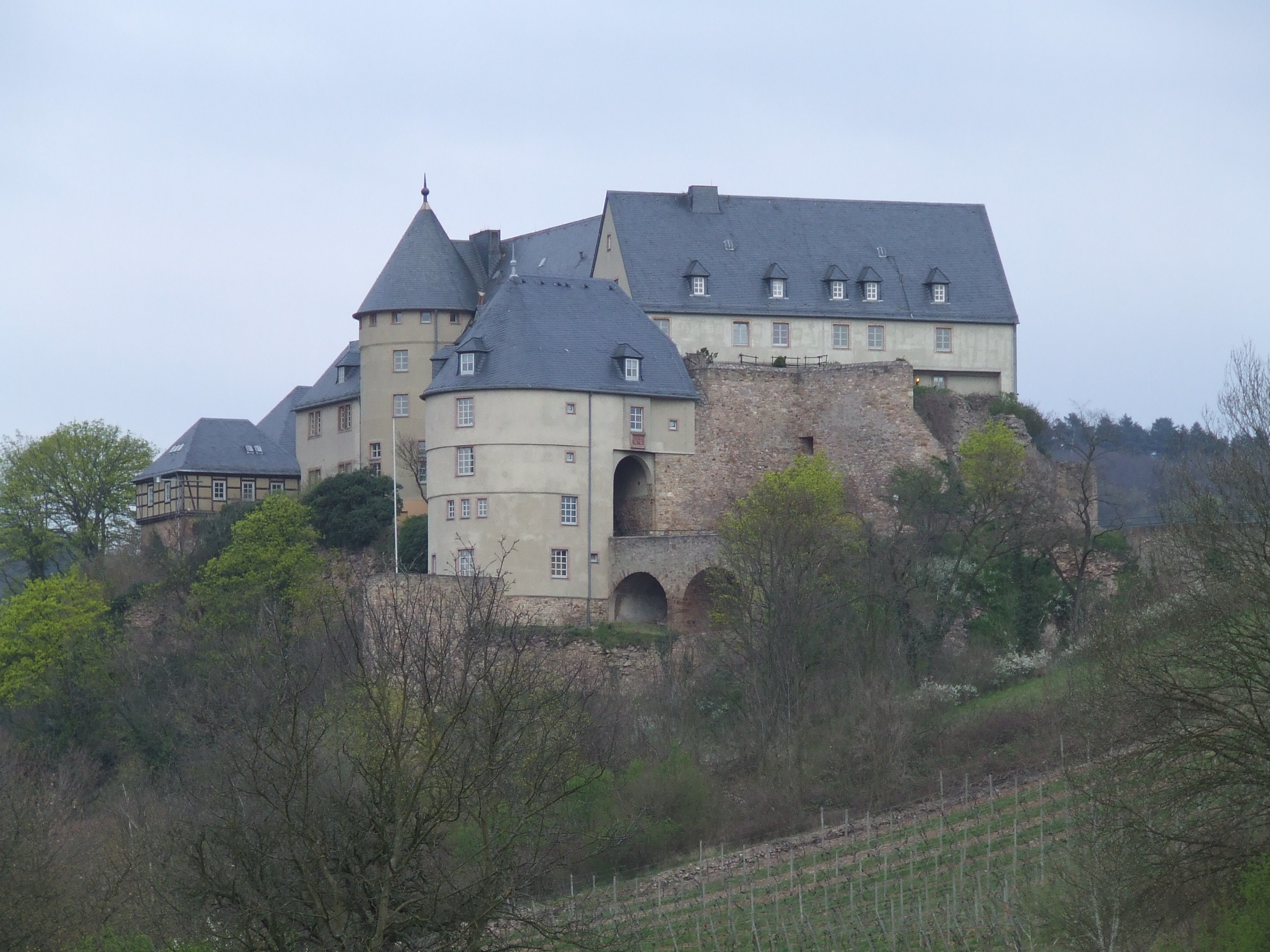
Castillo de Ebernburg